# Tankoulounga
Tankoulounga est une ville du département de Zimtenga, dans la province de Bam, dans le Centre-nord, au Burkina Faso. En 2006, la ville comptait 455 habitants dont 54% de femmes.